# Matelea biflora
Matelea biflora är en oleanderväxtart som först beskrevs av Constantine Samuel Rafinesque, och fick sitt nu gällande namn av R. E. Woodson. Matelea biflora ingår i släktet Matelea och familjen oleanderväxter. Inga underarter finns listade i Catalogue of Life.